# Netezi
Netezi – wieś w Rumunii, w okręgu Neamț, w gminie Grumăzești. W 2011 roku liczyła 231 mieszkańców.